# Фортитудо (баскетбольный клуб, Болонья)
«Фортитудо» — итальянский баскетбольный клуб из города Болонья, основанный в 1932 году. По значимости является вторым клубом в городе после «Виртуса». Самые успешные выступления команды датированы концом 90-х и началом нового тысячелетия. В сезоне Серии А 2008/09 клуб занял 15-е место и был переведён сразу в 3-ю лигу (а не во 2-ю). И хотя команда в следующем сезоне стала одним из двух её победителей, но была переведена в 4-ю по уровню лигу. В 2012 расформирован, в 2013 возрожден. В 2019 году вернулся в Серию А.

## Титулы
- Чемпион Италии (2 раза): 2000, 2005
- Серебряный призёр чемпионата Италии (8 раз): 1996, 1997, 1998, 2001, 2002, 2003, 2004, 2006
- Кубок Италии (1 раз): 1998
- Суперкубок Италии (2 раза): 1998, 2005
- Евролига Финалист (1 раз): 2004

## Знаменитые игроки
- Артис Гилмор 1 сезон: '88–'89
- Вальдемарас Хомичюс 1 сезон: '90–'91
- Александр Джорджевич 2 сезона: '94–'96
- Эрик Мёрдок 1 сезон: '96–'97
- Грегор Фучка 5 сезонов: '97–'02
- Джакомо Галанда 5 сезонов: '97–'98, '99–'03
- Доминик Уилкинс 1 сезон: '97–'98
- Джанлука Базиле 7 сезонов: '98–'05
- Марко Ярич 2 сезона: '98–'00
- Артурас Карнишовас 2 сезона: '98–'00
- Дамир Мулаомерович 1 сезон: '98–'99
- Винни Дель Негро 1 сезон: '98–'99
- Стоян Вранкович 2 сезона: '99–'01
- Энтони Боуи 1 сезон: '00–'01
- Дэн Макклинток 1 сезон: '01–'02
- Рамил Робинсон 1 сезон: '01–'02
- Зоран Савич 1 сезон: '01–'02
- Карлос Дельфино 2 сезона: '02–'04
- Марко Белинелли 4 сезона: '03–'07
- Эразем Лорбек 3 сезона: '03–'06
- Матьяж Смодиш 2 сезона: '03–'05
- Ханно Мёттёля 1 сезон: '03–'04
- Сани Бечирович 1 сезон: '05–'06
- - Дэвид Блютенталь 1 сезон: '06–'07
- Марселиньо Уэртас 1 сезон: '08–'09
- Джамонт Гордон 1 сезон: '08–'09
- Лазарос Пападопулос 1 сезон: '08–'09

## Спонсоры
- Кассера 1966—1968
- Эльдорадо 1968—1971
- Алко 1971—1978
- Меркури 1978—1980
- И&Б 1980—1981
- Латтезоле 1981—1983
- Йога 1983—1988
- Аримо 1988—1990
- Априматик 1990—1991
- Манжиабеви 1991—1993
- Филодоро 1993—1995
- Тимсистем 1995—1999
- Паф 1999—2001
- Скиппер 2001—2004
- Климамио 2004—2007
- УПИМ 2007—2008
- ГМАЦ 2008—2009
- АМОРИ (2009-10)
- Конад (2011-2012)
- Голден Тюлип (2013-2014)
- Этернедиль (2014-н.в.)